# Aulacodes julittalis
Aulacodes julittalis là một loài bướm đêm trong họ Crambidae.